# سایوز ام‌اس-۱۱
سایوز-ام‌اس-۱۱ (به روسی: Союз )(به معنای اتحاد) یک مأموریت سرنشین دار سازمان ملی فضانوردی روسیه به سمت ایستگاه فضایی بین‌المللی محسوب می‌شود.

همچنین فضاپیمای این مأموریت وظیفه ارسال و بازگرداندن تعدادی از فضانوردان گروه اعزامی ۵۷ و گروه اعزامی ۵۸ و گروه اعزامی ۵۹ را نیز بر عهده داشت.

## خدمه مأموریت
| نام           | ملیت                | تعداد پرواز | نقش عملیاتی | تصویر |
| اولگ کونوننکو | روسیه               | ۴           | فرمانده     |       |
| آن مک‌کلین     | ایالات متحده آمریکا | ۱           | مهندس پرواز |       |
| دیوید سنت-ژاک | کانادا              | ۱           | مهندس پرواز |       |

## نگارخانه

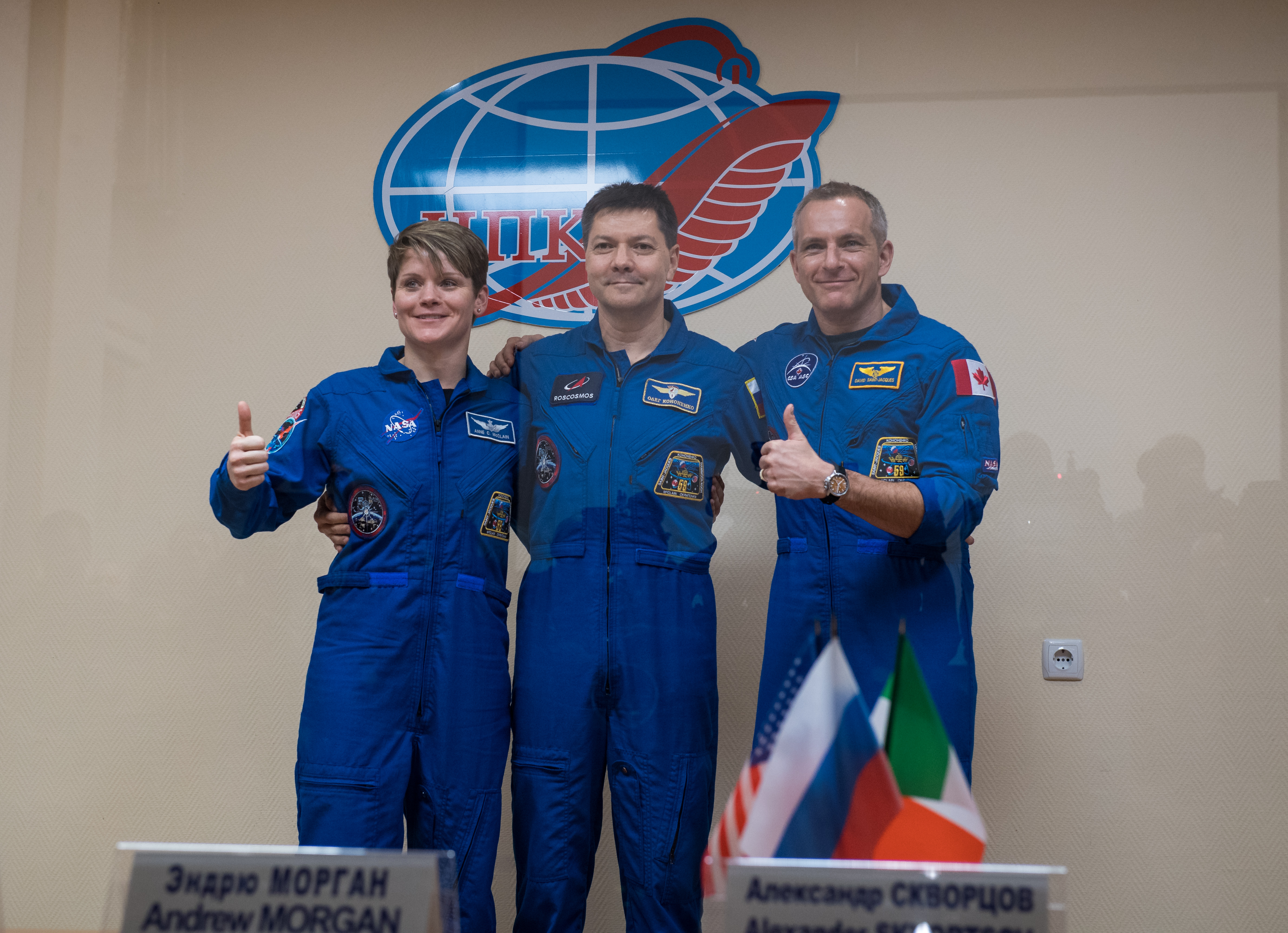
فضانوردان اصلی ام‌اس-۱۱
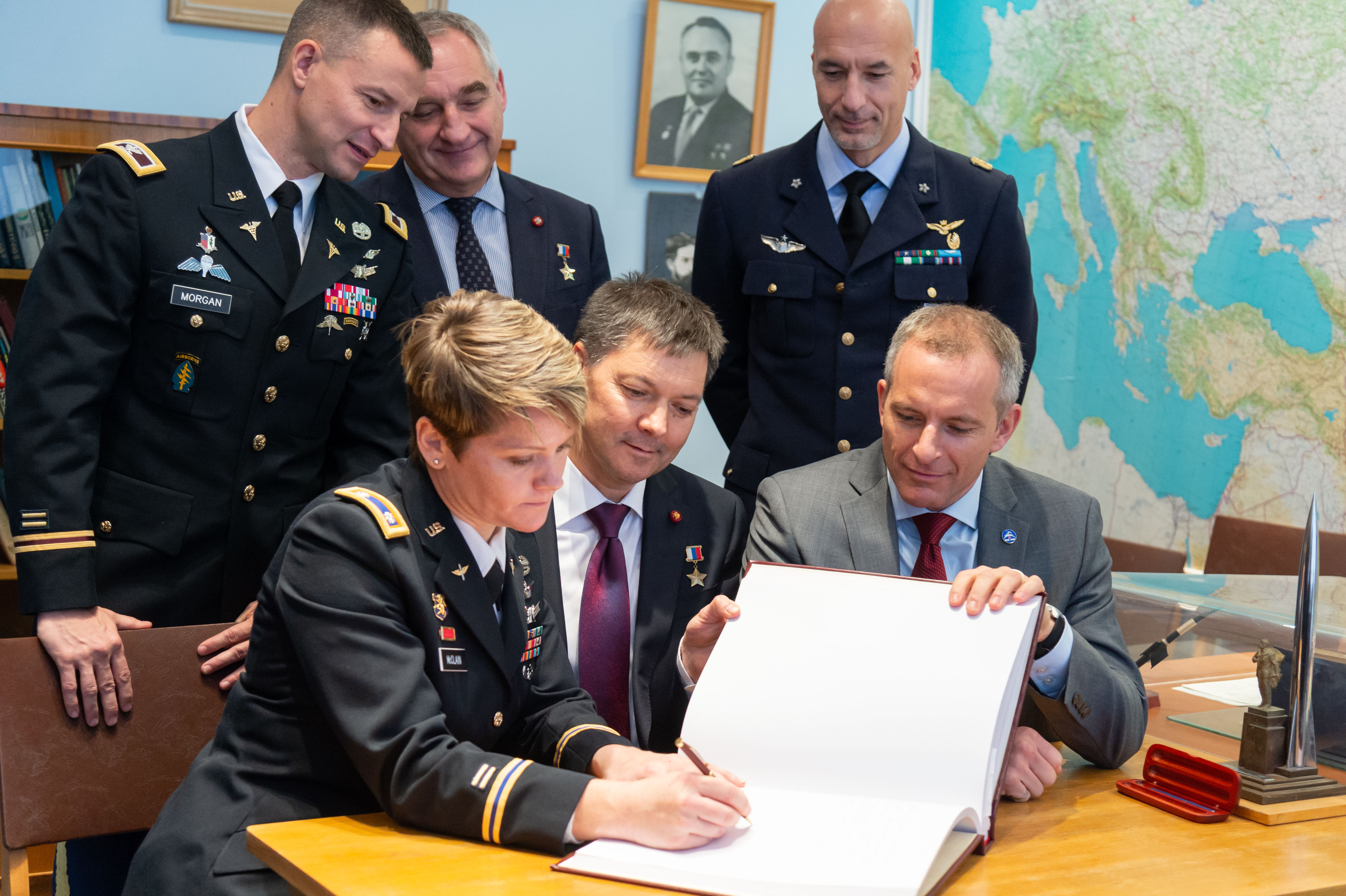
فضانوردان اصلی و پشتیبان ام‌اس-۱۱
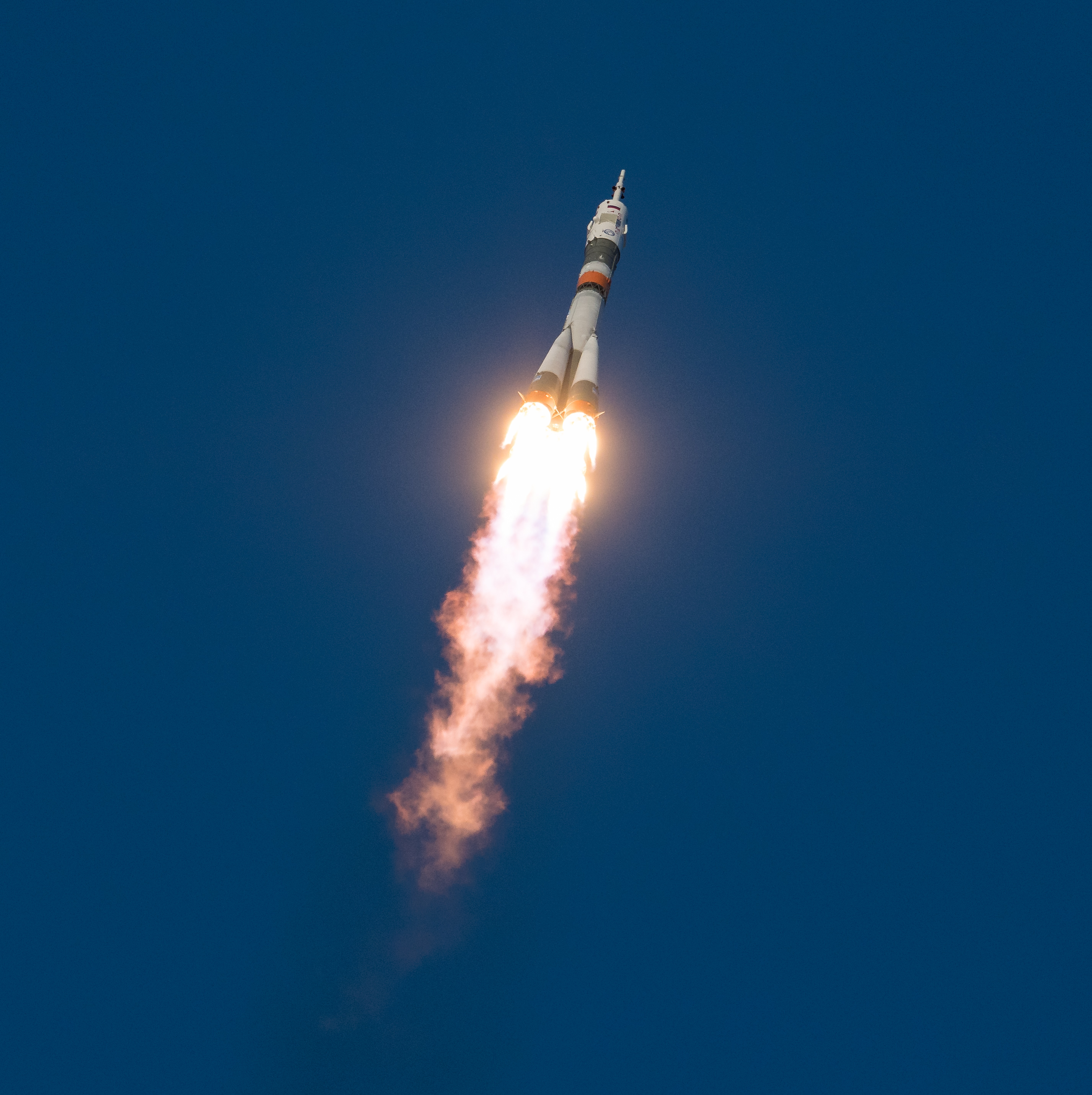
پرتاب ام‌اس-۱۱
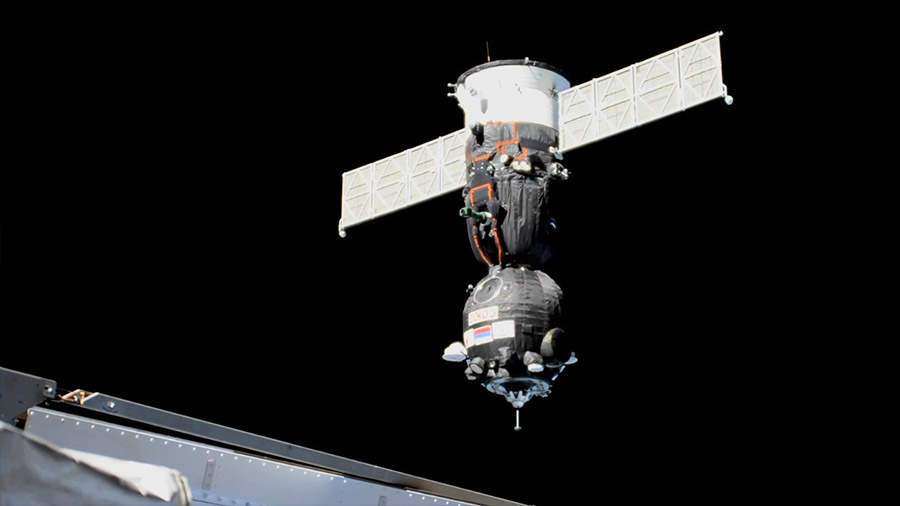
ام‌اس-۱۱ لحظاتی قبل از اتصال به ایستگاه
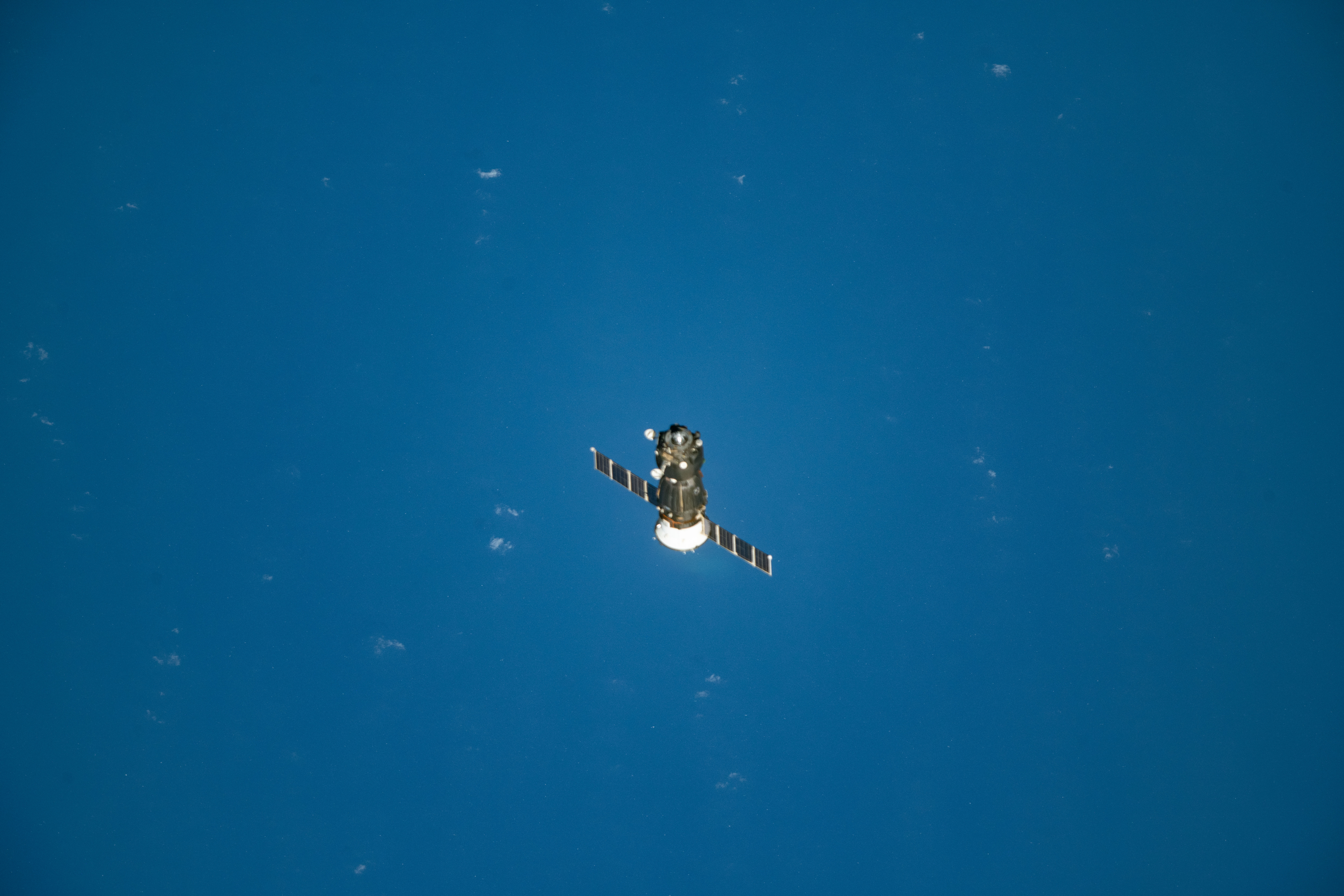
ام‌اس-۱۱ در راه بازگشت به زمین
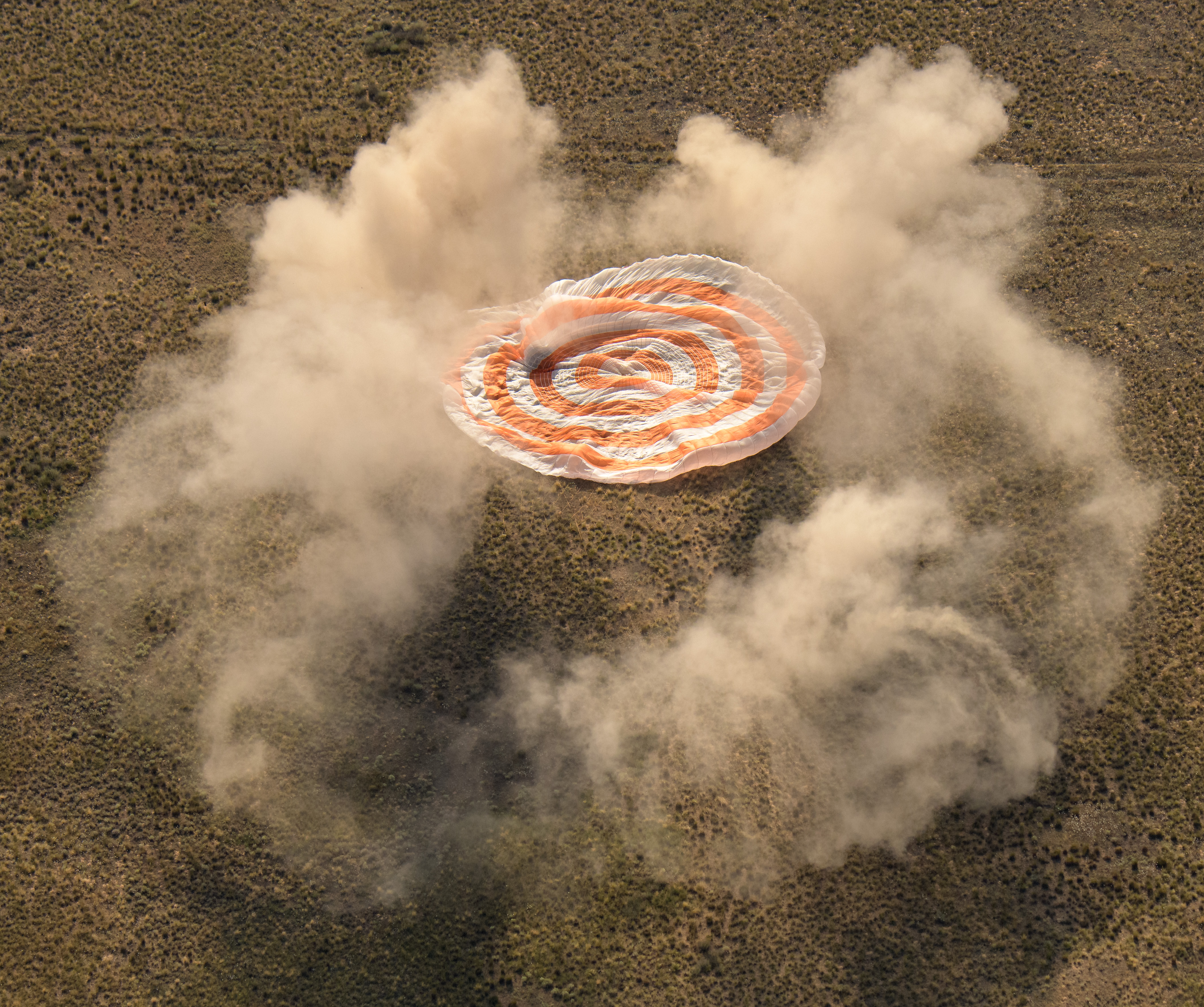
فرود ام‌اس-۱۱ و گروه اعزامی ۵۹